# Нижний Архыз
Ни́жний Архы́з (карач.-балк. Ырхыз-Аягъы; также известен как Буково) — посёлок в Зеленчукском районе Карачаево-Черкесии. Входит в состав Архызского сельского поселения. На территории посёлка и в его окрестностях расположен комплекс древних христианских храмов X—XII веков, известный как Нижне-Архызское городище, который являлся важным центром Аланского царства и предполагаемой столицей Аланской епархии. Здесь же располагается Специальная астрофизическая обсерватория РАН (САО РАН).

## География
Посёлок Нижний Архыз расположен в северной части Архызского ущелья, на высоте около 1150 — над уровнем моря, вдоль реки Большой Зеленчук:12, 65. Входит в состав Архызского сельского поселения Зеленчукского муниципального района:7. Ранее местность также называлась Архыз-Аягы:311.

### Климат
Климат в районе Нижнего Архыза умеренно-тёплый, с короткой зимой и тёплым, продолжительным, достаточно увлажнённым летом. Годовое количество осадков составляет 750-760 мм. Средние даты образования и разрушения устойчивого снежного покрова — 17 декабря и 25 марта соответственно. Средняя высота снежного покрова — 39 см, максимальная — 95 см (данные по метеостанции Архыз, которая может отражать общие тенденции для долины):15. Ветровой режим характеризуется сезонностью, с преобладанием ветров противоположных румбов в летний и зимний периоды, что объясняется влиянием речных долин и склонов гор:16.

### Рельеф и гидрография
Территория характеризуется сложным горным рельефом, относящимся к горно-складчатой системе Большого Кавказа. Основные хребты вытянуты в субширотном направлении. Нижний Архыз располагается в долине реки Большой Зеленчук, которая является одним из наиболее крупных притоков Верхней Кубани:24. Характер долины Большого Зеленчука в районе Нижнего Архыза и далее к северу расширяется, река меандрирует и может течь несколькими протоками:24.

### Природные условия
Почвенный покров в предгорной части, где расположен Нижний Архыз, может включать горные чернозёмы и лугово-чернозёмные почвы:26. Растительность представлена лесами (в окрестностях) и лугами. Животный мир разнообразен, территория входит в ареал Тебердинского государственного биосферного заповедника (Архызский участок):28.

## История

### Древняя Алания
Нижний Архыз имеет богатую древнюю историю, связанную с Аланским царством. На его территории располагалось Нижне-Архызское городище — крупный культурный, религиозный и экономический центр X—XII веков. Исследователь В. А. Кузнецов подчёркивает, что это место было центром Аланской епархии Константинопольской патриархии:8, 10. Аланы-осетины приняли православие примерно на 70 лет раньше Древней Руси, что делает эти места значимыми для истории христианства в Восточной Европе:9.
Ключевыми памятниками этого периода являются три Зеленчукских храма: Северный, Средний и Южный.
- Северный Зеленчукский храм считается исследователями, в частности В. А. Кузнецовым, главным кафедральным собором Аланской епархии. Этот самый крупный из трёх храмов, по мнению Кузнецова, был построен первым, что соответствует логике основания нового религиозного центра[5]:8. Его возведение связывают с периодом христианизации алан византийскими миссионерами во второе патриаршество Николая Мистика (912—925 гг.). С. Н. Малахов предполагает, что крещение алан произошло в 912—922 гг., и собор должен был быть заложен в этот период, возможно, ещё в первое патриаршество Николая Мистика (901—907 гг.)[5]:11. А. И. Комеч датировал Северный и Средний храмы серединой X века, что было подтверждено открытием А. Ю. Виноградовым и Д. В. Белецким греческой надписи на штукатурке Сентинского храма (расположенного неподалёку) об его освящении 2 апреля 965 года митрополитом Алании Феодором[5]:10. Это открытие позволяет отнести крупное церковное строительство в Алании ко времени правления византийского императора Никифора II Фоки (963—969 гг.), который, по контексту надписи, содействовал храмовому строительству в Алании[5]:10.
- Средний Зеленчукский храм также датируется X веком.
- Южный Зеленчукский храм является самым древним из сохранившихся христианских храмов на территории современной России.

В Нижнем Архызе были сделаны важные археологические находки. В 1802 году майор Потёмкин обнаружил на кладбище около Северного храма каменный крест с греческой надписью, датируемой 6521 годом от сотворения мира (1013 год н. э.):11. В 1960 году В. А. Кузнецов при раскопках в нартексе Северного храма нашёл бронзовый крест с греческой надписью об «обновлении честного креста боголюбивейшим монахом Фомой пресвитером года от Адама 6575-го, индикта 5-го», что соответствует 1067 году н. э.:12. Кузнецов полагает, что этот крест был первоначально напрестольным, изготовленным в Византии или Трапезунде, и его «обновление» Фомой было значимым событием:12, 24.
Особый интерес представляет богатое женское погребение (№ 129) в нартексе Северного храма, датируемое серединой X века. Среди находок — золотой перстень с альмандиновой вставкой, на которой вырезано арабским почерком «простой куфи» имя армянского царя Ашота I (правил 885—890, но Кузнецов указывает 855-928 гг. как период жизни или более широкий контекст). Это свидетельствует о связях Алании с Закавказьем и о высоком статусе погребённой, возможно, «армянской принцессы»:31-33.
Значение Нижне-Архызского городища и его храмов для истории христианства и культуры Восточной Европы огромно. В. А. Кузнецов сравнивает пренебрежение к этим памятникам с трагедией пожара в Соборе Парижской Богоматери, называя такое отношение «цивилизационным преступлением»:7.

### Создание научного центра и развитие в XX-XXI веках
Современный этап истории Нижнего Архыза неразрывно связан с созданием Специальной астрофизической обсерватории АН СССР (ныне РАН). Решение о строительстве было принято в 1966 году, и для сотрудников обсерватории был возведён научный городок, известный как Буково:63. В Нижнем Архызе была создана необходимая жилая и социальная инфраструктура, включая школу, детский сад, магазины:63, 68-70.
Туристическое прошлое Архыза в целом относится ко второму десятилетию XX века. После революции и в советский период предпринимались попытки развития курортной зоны, но Нижний Архыз в большей степени оставался научным центром:103-104. В последние десятилетия, с развитием всесезонного туристско-рекреационного комплекса «Архыз», Нижний Архыз также привлекает туристов благодаря своим историческим памятникам и близости к обсерватории:105.
Археологические исследования на территории Нижнего Архыза активно продолжались и в советский период. Особую ценность представляют кинохроникальные материалы Северо-Кавказской экспедиции ИА РАН, снятые в 1960—1962 годах:328. Эти кинофрагменты, как отмечают исследователи А. Ю. Виноградов и У. Ю. Кочкаров, документируют раскопки на Нижне-Архызском городище, показывая храмы до реставрации, а также утраченные фрески и детали конструкций, что является важным дополнением к опубликованным данным:329-330.

## Население
| 2002 | 2010 | 2021 |
| ---- | ---- | ---- |
| 648  | ↘536 | ↗549 |

По данным Всероссийской переписи населения 2021 года:
| Народ               | Численность, чел. | Доля от всего населения, % |
| ------------------- | ----------------- | -------------------------- |
| русские             | 507               | 92,35 %                    |
| татары              | 9                 | 1,64 %                     |
| украинцы            | 6                 | 1,09 %                     |
| другие / не указано | 27                | 4,92 %                     |
| всего               | 549               | 100,0 %                    |

## Инфраструктура
Современный Нижний Архыз — это прежде всего научный городок Специальной астрофизической обсерватории РАН. Жилая застройка представлена в основном индивидуальными домами:63. Общественно-деловой центр включает Специальную астрофизическую обсерваторию, школу, дом культуры, библиотеку, почту, магазины:63. Производственных территорий в посёлке нет. Рекреационная зона представлена зелёными насаждениями. Сельскохозяйственное использование земель ограничено огородами:63.
На 2012 год в посёлке Нижний Архыз функционировали:
- Общеобразовательная школа и детский сад[3]:68.
- Магазины (например, «Эдельвейс», «Стелла» в домах САО РАН)[3]:70.
- Гостиницы «Андромеда» (рядом с телескопом БТА на горе Пастухова) и «Академия» (в самом посёлке)[3]:76.

### Транспорт
Посёлок Нижний Архыз расположен на федеральной трассе «Подъезд к международному центру отдыха Архыз» Р-265 (старое название А-155 Черкесск-Домбай). Улично-дорожная сеть посёлка не имеет чёткой структуры и соответствует исторически сложившимся направлениям с учётом ландшафта. Вдоль южного края посёлка проходит дорога на САО РАН:84.

### Инженерные сети
На 2012 год:
- Водоснабжение осуществлялось от каптажей родников, без обеззараживания[3]:85.
- Водоотведение: Очистные сооружения канализации (ОСК) п. Нижний Архыз (САО РАН) имели проектную мощность 450 м³/сут, фактическая нагрузка составляла 400-450 м³/сут[3]:86.
- Теплоснабжение: Капитальная застройка была подключена к источникам теплоснабжения на газовом топливе[3]:87.
- Электроснабжение осуществлялось от подстанции «Буково» (35/10 кВ)[3]:87.
- Газоснабжение осуществлялось по межпоселковому газопроводу через ГРП в распределительные сети посёлка. Газопроводы были проложены надземно[3]:88.
- Связь: Телефонная связь обеспечивалась Зеленчукским ЛТУ-2 ОАО «Ростелеком». Функционировала сотовая связь («БиЛайн», «МТС», «Мегафон») и аналоговое телевизионное вещание от РТПЦ КЧР[3]:89.

## Достопримечательности
- Нижне-Архызский историко-архитектурный и археологический комплекс:
  - Нижне-Архызское городище — остатки крупного аланского города X—XII веков, предположительно столицы Алании, известной из источников как Магас (или Маас). Является памятником федерального значения[3]:40-41. Включает остатки ограды, могильник, поселения, руины зданий и стен, плиты с крестами.
    - Могильник, состоящий из полуподвальных гробниц, у хребта Ужум на правом берегу р. Большой Зеленчук (IX-XIV вв.) — памятник республиканского значения[3]:41.
    - Пещерные могильники в Балке-Подорванке на правом берегу р. Большой Зеленчук (IX-XIV вв.) — памятник республиканского значения[3]:41.
    - Погребения в каменных ящиках, подземные и наземные гробницы от левого берега р. Большой Зеленчук до вершины хребта Мыцешта (IX-XIV вв.) — памятник республиканского значения[3]:41.

  - Зеленчукские храмы — три монументальных христианских храма X века:
    - Северный Зеленчукский храм — крупнейший, предполагаемый кафедральный собор Аланской епархии.
    - Средний Зеленчукский храм — действующий, освящён в честь Троицы Живоначальной.
    - Южный Зеленчукский храм — древнейший из трёх, возможно, домовая церковь.

  - Архызский лик — наскальное изображение Христа Нерукотворного, обнаруженное в 1999 году на склоне хребта Мацешта. Датировка и происхождение являются предметом научных дискуссий.
  - Зеленчукская надпись — каменная плита с греческой надписью XI века, важный эпиграфический памятник.
- Специальная астрофизическая обсерватория РАН:
  - Большой телескоп азимутальный (БТА) — крупнейший в Евразии оптический телескоп с диаметром главного зеркала 6 метров. Расположен на горе Пастухова (высота 2070 м), в 16 км от посёлка по горной дороге.
  - РАТАН-600 — крупнейший в мире радиотелескоп с кольцевой антенной диаметром около 600 метров. Расположен в 21 км к северу от Нижнего Архыза, вблизи станицы Зеленчукской.

## Топографические карты
- Лист карты K-37-11 Преградная. Масштаб: 1 : 100 000. Состояние местности на 1990 год. Издание 1993 г. Лист карты K-37-11 Архыз. Масштаб: 1 : 100 000. Состояние местности на 1983 год. Издание 1988 г.